# Замръзналото кралство: Коледа с Олаф
„Замръзналото кралство: Коледа с Олаф“ (на английски: Olaf's Frozen Adventure) е американска 3D компютърна анимация от 2017 г., продуцирана от Уолт Дисни Анимейшън Студиос и е режисирана от Кевин Детърс и Стийви Уърмърс, по сценарий на Джак Шейфър, озвучаващия състав се състои от Джош Гад, Кристен Бел, Идина Мензел и Джонатан Гроф, които повтарят ролите си във „Замръзналото кралство“ (2013).
През ноември 2017 г., „Замръзналото кралство: Коледа с Олаф“ направи своята премиера в кината за ограничен период от време в 3D формат, преди екранизирането на „Тайната на Коко“ на Пиксар, и направи своя телевизионен дебют по Ей Би Си през декември. След изданието, филмът получи смесени отзиви от критиците.

## Актьорски състав
| Актьор        | Роля            |
| ------------- | --------------- |
| Джош Гад      | Олаф            |
| Кристен Бел   | Анна            |
| Идина Мензел  | Елза            |
| Ева Бела      | Елза като малка |
| Джонатан Гроф | Кристоф         |
| Крис Уилямс   | Оукън           |
| Джон де Ланси | Господин Олсън  |
| Лори Фрейзър  | Госпожа Олсън   |

## В България
В България филмът излиза по кината на 24 ноември 2017 г. с филма „Тайната на Коко“, а после е излъчен на 25 декември по NOVA в рубриката „Ден на Дисни“.

### Синхронен дублаж
| Роля           | Изпълнител                                             |
| -------------- | ------------------------------------------------------ |
| Олаф           | Петър Бонев (диалог) Теодор Койчинов (вокал)           |
| Анна           | Весела Бонева                                          |
| Елза           | Надежда Панайотова                                     |
| Кристоф        | Момчил Степанов                                        |
| Господин Олсън | Здравко Димитров                                       |
| Други гласове  | Живка Донева Лина Шишкова Татяна Етимова Георги Спасов |

| Обработка                            | Александра Аудио                      |
| ------------------------------------ | ------------------------------------- |
| Музикален режисьор Превод на песните | Десислава Софранова                   |
| Творчески директор                   | Венета Янкова                         |
| Микс студио                          | Shepperton International              |
| Продуцент на българската версия      | Disney Character Voices International |